# Municipio de Wells (Dakota del Sur)
El municipio de Wells (en inglés: Wells Township) es un municipio ubicado en el condado de Perkins en el estado estadounidense de Dakota del Sur. En el año 2010 tenía una población de 10 habitantes y una densidad poblacional de 0,11 personas por km².

## Geografía
El municipio de Wells se encuentra ubicado en las coordenadas 45°20′29″N 102°53′27″O / 45.34139, -102.89083. Según la Oficina del Censo de los Estados Unidos, el municipio tiene una superficie total de 91.02 km², de la cual 90,3 km² corresponden a tierra firme y (0,79 %) 0,71 km² es agua.

## Demografía
Según el censo de 2010, había 10 personas residiendo en el municipio de Wells. La densidad de población era de 0,11 hab./km². De los 10 habitantes, el municipio de Wells estaba compuesto por el 100 % blancos. Del total de la población el 0 % eran hispanos o latinos de cualquier raza.